# Кармельтазит

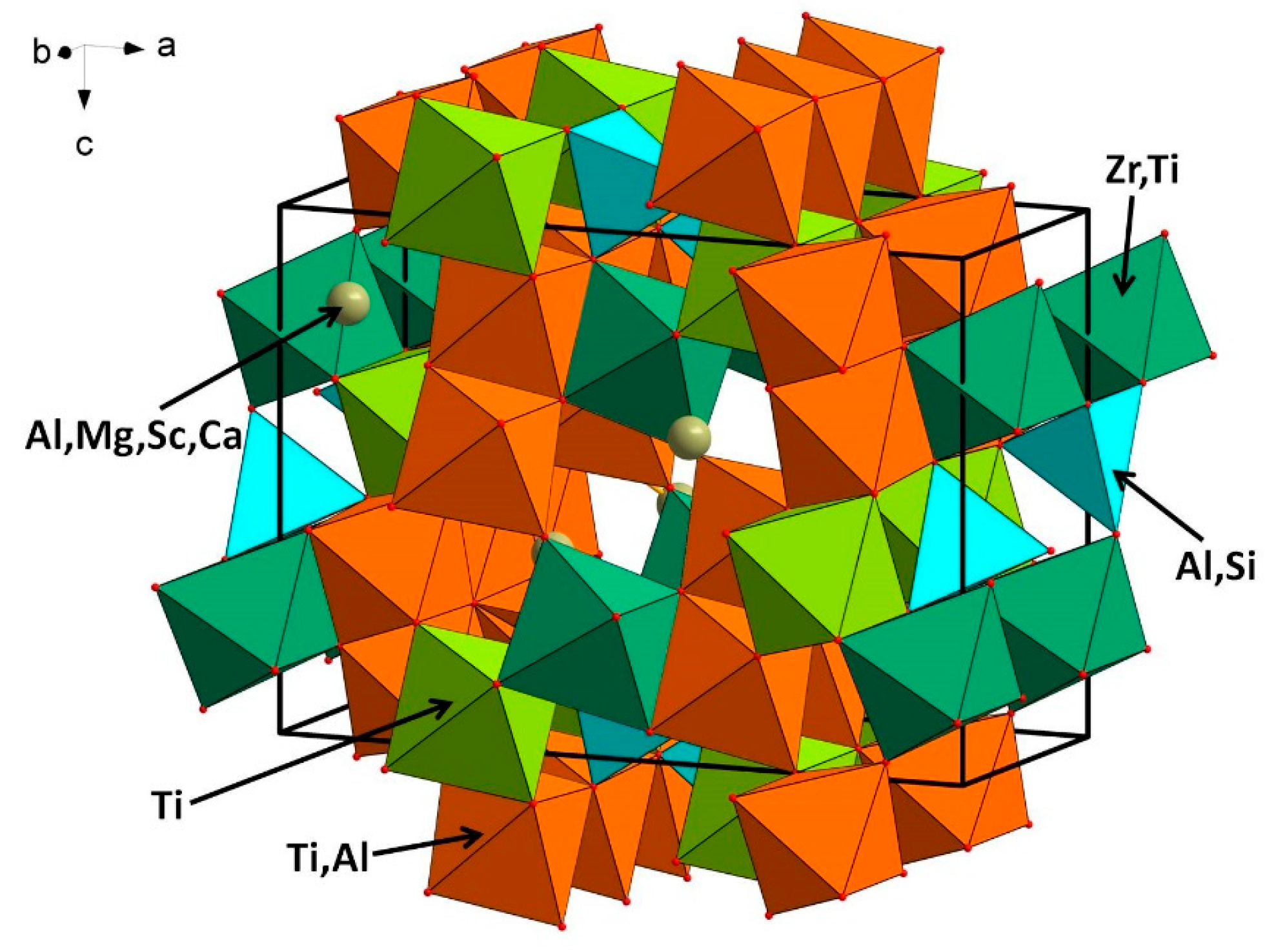
Кристаллическая структура кармельтазита

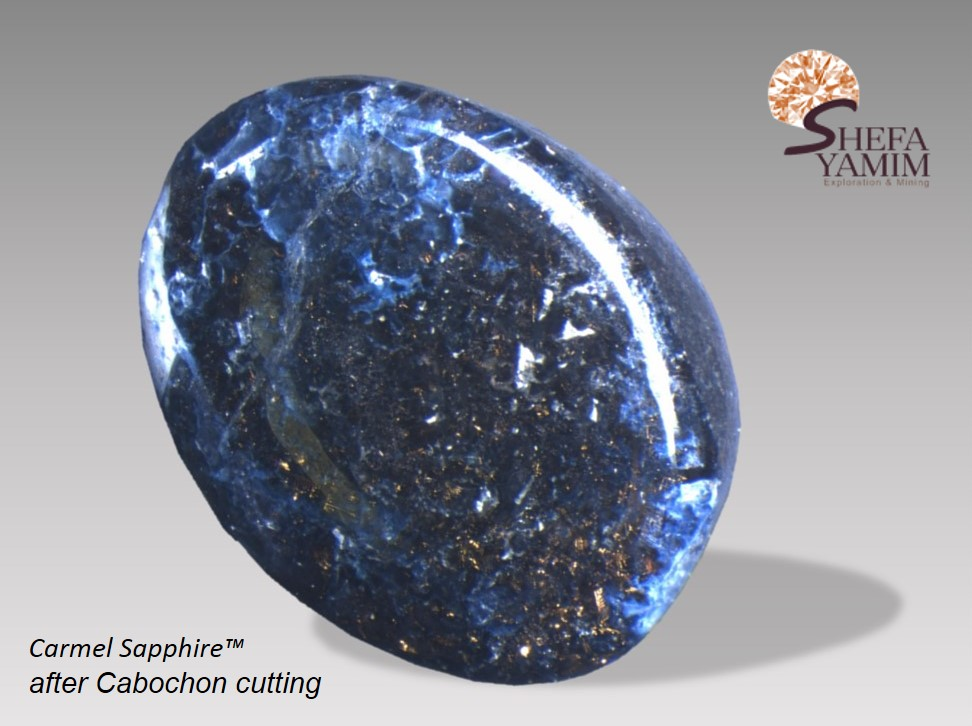
Кармельский сапфир

Кармельтазит — редкий природный оксид. О его первом открытии на Земле было объявлено в 2019 году, после того как он был найден в долине Завулон в Израиле. Химическая формула кармельтазита — ZrAl2Ti4O11.
Комиссия Международной минералогической ассоциации по новым минералам и названиям минералов одобрила регистрацию минерала по заявке 2018—103. Название представляет собой сочетание места, где оно было найдено (гора Кармель), и основных элементов (титан, алюминий и цирконий). Он имеет свойства, подобные альендеиту.

## Список литературы
1. ↑  Israeli company unearths rare mineral. BBC (англ.). 10 января 2019. Архивировано 16 января 2019. Дата обращения: 16 января 2019.
2. ↑  Bressan, David. Carmeltazite: A New Unique Gemstone From Israel (англ.). Forbes. Дата обращения: 16 января 2019. Архивировано 17 января 2019 года.
3. ↑  Griffin, William; et al. (19 декабря 2018). Carmeltazite, ZrAl2Ti4O11, a New Mineral Trapped in Corundum from Volcanic Rocks of Mt Carmel, Northern Israel (PDF). Minerals. 8 (12): 601. Bibcode:2018Mine....8..601G. doi:10.3390/min8120601. Архивировано (PDF) 10 августа 2022. Дата обращения: 10 августа 2022.{{cite journal}}:  Википедия:Обслуживание CS1 (не помеченный открытым DOI) (ссылка)
4. ↑  Carmeltazite recognised as a new and rare mineral (7 января 2019). Дата обращения: 14 января 2019. Архивировано 2 июля 2022 года.
5. ↑  Carmeltazite: A New Unique Gemstone from Israel. Forbes. Дата обращения: 10 августа 2022. Архивировано 10 августа 2022 года.